# Evergreen Aviation & Space Museum

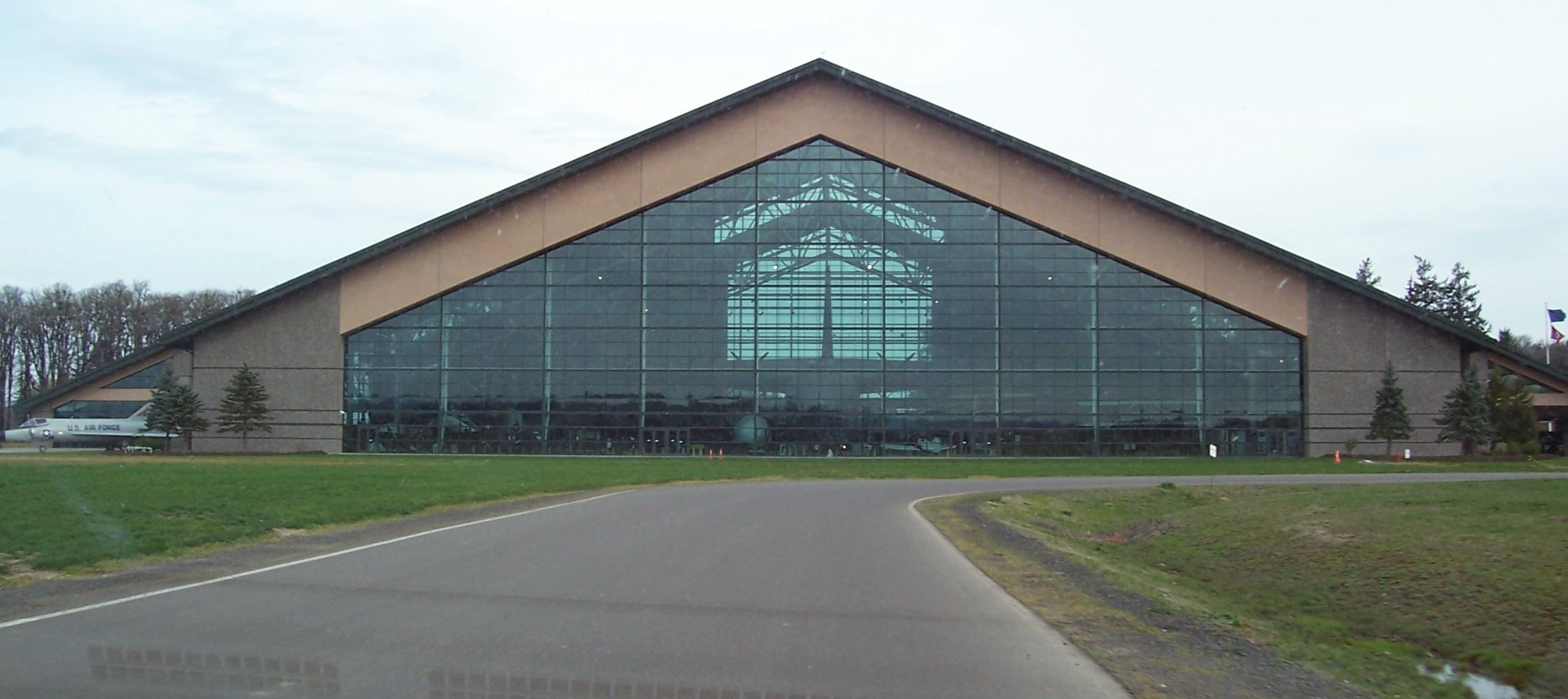
Evergreen Aviation & Space Museum

Das Evergreen Aviation & Space Museum ist ein Flugzeugmuseum in McMinnville im US-Bundesstaat Oregon. Es wurde 1991 von Captain Michael King Smith, dem Sohn von Delford M. Smith, dem Gründer von Evergreen International Aviation gegründet. Evergreen International Aviation ist die Muttergesellschaft der Fluggesellschaft Evergreen International Airlines.
Das etwa 37.000 Quadratmeter große Museumsgebäude beherbergt eine Sammlung seltener Flugzeuge, Flugzeuginstrumente und einen Museumsshop. Das Herzstück des Museums bildet die von Howard Hughes konstruierte Hughes H-4 „Spruce Goose“, welche in Einzelteilen 1993 in McMinnville ankam und bis Ende 2001 wieder zusammengebaut wurde.

## Exponate
- Wright 1903 Flyer Replica

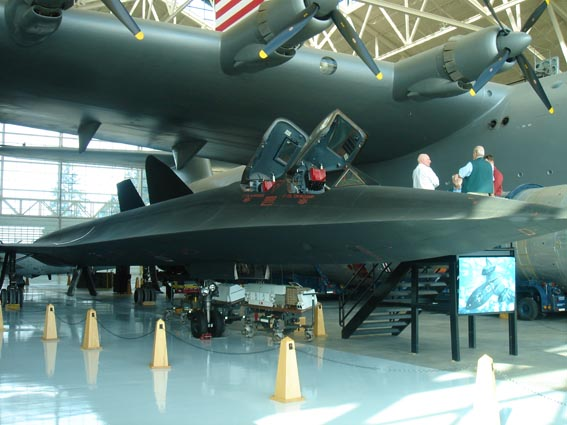
Exponate: SR 71 Blackbird, Hughes H-4 (Rumpf, Flügel und Motoren)

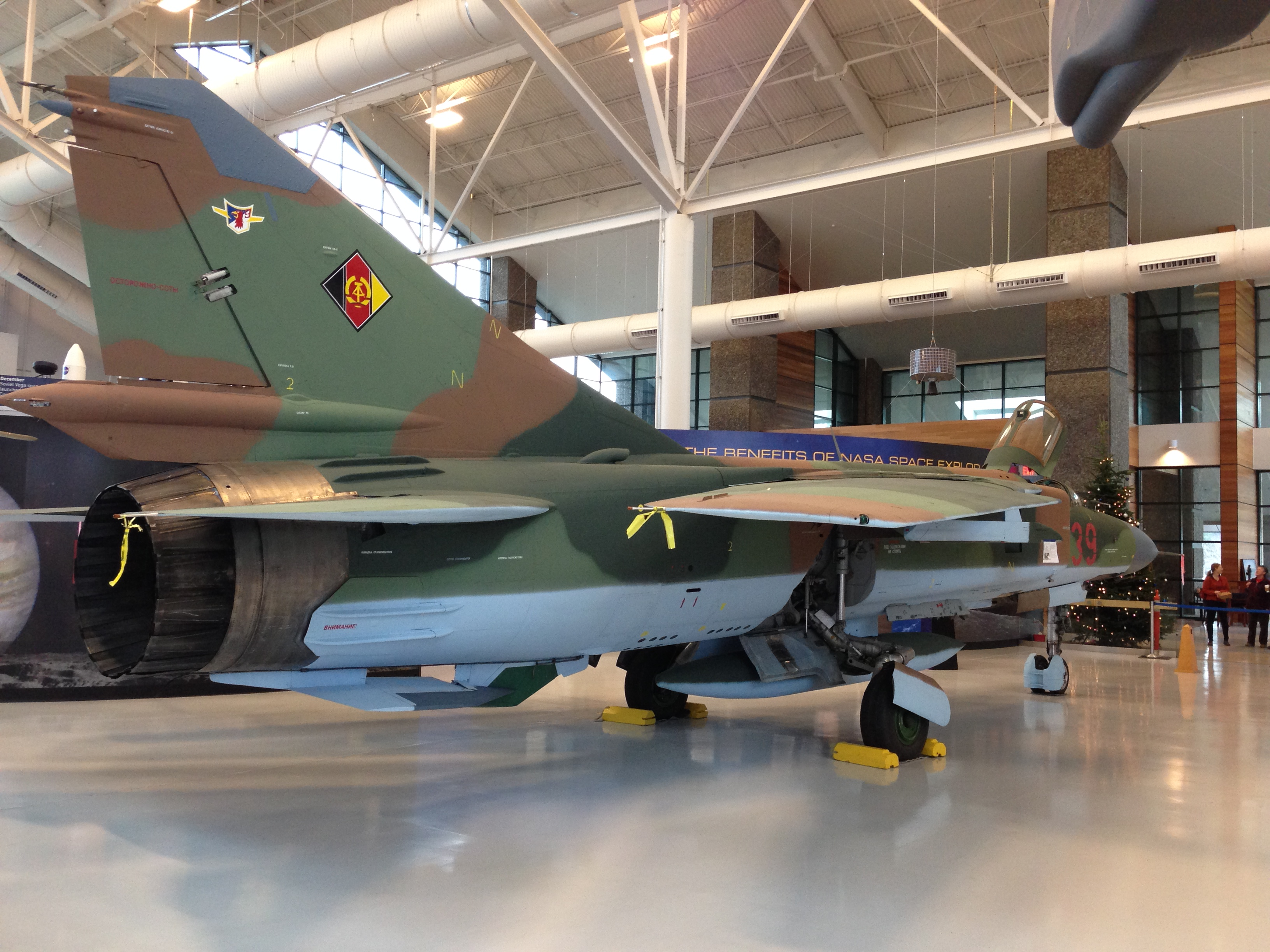
Mikojan-Gurewitsch MiG-23ML ‚Flogger-G‘ des Jagdfliegergeschwader 9 (JG9) der Luftstreitkräfte der NVA der DDR.

- Hughes Flying Boat, H-4, HK-1 Spruce Goose
- Boeing B-17G Flying Fortress
- de Havilland DH.100 Vampire Mk.52
- Douglas DC-3A
- Ford AT-5 Trimotor genannt „Tin Goose“
- Lockheed P-38L Lightning
- Lockheed SR-71A Blackbird
- McDonnell Douglas F-15A Eagle (die einzige in Privatbesitz)
- Messerschmitt Bf 109 G-10 Gustav
- North American P-51D Mustang
- Northrop T-38A Talon
- Russian Foton-6 Space Capsule
- Supermarine Spitfire Mk. XVI
- Boeing 747-100
- Mikojan-Gurewitsch MiG-23ML